# Vysoká hole
Vysoká hole (německy Hohe Heide), 1465 m, je druhá nejvyšší hora ležící v pohoří Hrubý Jeseník. Je to zároveň i druhá nejvyšší hora Moravy a také Českého Slezska; zhruba 400 metrů západně od vrcholu probíhala historická zemská hranice mezi oběma zeměmi. Je to plochý výrazný vrchol, rozsáhlý zbytek zarovnaného povrchu s minimálním převýšením. Z Vysoké hole vybíhá několik rozsoch, na severovýchodní, zvané Suť, je rozsáhlé kamenné moře. Jihovýchodní svahy spadají do ledovcového karu Velké kotliny. Vrchol i kotlina jsou součástí Národní přírodní rezervace Praděd.
Na vrcholové plošině stojí dřevěná bouda a barokní pískovcový hraniční kámen z roku 1681. V letech 1919–1922 tu československá armáda konala dělostřelecká cvičení, po nichž na jižním svahu zůstalo několik set kráterů. Koncem druhé světové války zde nacistická Luftwaffe budovala polní letiště a další vojenská zařízení. V letech 1943–1944 zde pro Luftwaffe byla Todtovou organizací vybudována radarová základna I. třídy s krycím jménem Nebelhorn („Mlhový roh“). Radar typu Würzburg Riese měl operační dosah 75 km a byl velkou hrozbou pro americké bombardovací svazy. Jediným zbytkem po těchto aktivitách jsou pozůstatky betonového soklu pro radar.

## Letecká havárie
Dne 27. února 1950 na temeni Vysoké hole havarovalo letadlo ČSA typu Douglas DC-3 pod registrací OK-WDY na trase z Ostravy do Prahy s 27 cestujícími a čtyřčlennou posádkou. Posádka za nepříznivého počasí zanedbala navigaci, působením silného větru (s jehož směrem předpověď navíc nepočítala) došlo ke snosu letounu mimo plánovanou trasu a při nedodržení minimální bezpečné výšky pro přelet hor stroj v husté mlze narazil do terénu. Přestože byl letoun zcela zničen, zahynulo pouze pět osob, z toho tři členové posádky. Příkladnou pomoc přeživším tehdy poskytli členové Horské záchranné služby ve spolupráci s vojenskými výsadkáři, kteří shodou okolností prodělávali nedaleko lyžařský výcvik.